# Smittina kussakini
Smittina kussakini is een mosdiertjessoort uit de familie van de Smittinidae. De wetenschappelijke naam van de soort is voor het eerst geldig gepubliceerd in 1993 door Gontar.